# پلی‌سوربات ۲۰
پلی سوربات ۲۰ (به انگلیسی: Polysorbate 20) با فرمول شیمیایی C58H114O26 یک ترکیب شیمیایی با شناسه پاب‌کم 5462836 است. که جرم مولی آن ۱۲۲۷٫۵۴ گرم بر مول می‌باشد. 